# أرسين دو ماركولينو
أرسين دو ماركولينو (بالفرنسية: Arsène Do Marcolino)‏ هو لاعب كرة قدم غابوني في مركز الدفاع، ولد في 26 نوفمبر 1986 في ليبرفيل في الغابون. شارك مع منتخب الغابون لكرة القدم. أما مع النوادي، فقد لعب مع ستاد رين ونادي أنجيه ونادي أنغوليم ونادي أوليسيس ونادي لانس ونادي ليبرفيل ونادي ليزيربيي.

## وصلات خارجية
- أرسين دو ماركولينو على موقع قاعدة بيانات كرة القدم.إي يو (الإنجليزية)
- أرسين دو ماركولينو على موقع ليكيب (الفرنسية)
- أرسين دو ماركولينو على موقع ناشيونال فوتبول تيمز (الإنجليزية)